# Березово (Шуміхинський округ)
Бере́зово (рос. Берёзово) — село у складі Шуміхинського округу Курганської області, Росія.
Населення — 302 особи (2010, 358 у 2002).
Національний склад станом на 2002 рік: росіяни — 94 %.